# Hiacynta Mariscotti
Hiacynta Mariscotti (Marescotti) TOR (ur. 1585 w Vignanello we Włoszech, zm. 30 stycznia 1640 w Viterbo) − włoska franciszkanka klauzurowa z III Zakonu św. Bernardyna, święta katolicka.

## Życiorys
Pochodziła z bogatej arystokratycznej rodziny włoskiej. Jej rodzicami byli Marek Antoniusz Marescotti i Oktawia z.d. Orsini. Na chrzcie otrzymała imię Klarysa.
W wieku 19 lat wstąpiła do klasztoru klauzurowego franciszkanek III Zakonu św. Bernardyna w Viterbo. Ku zgorszeniu sióstr przez pierwsze piętnaście lat prowadziła swobodny tryb życia. Przełożeni nie interweniowali ze względu na wysoką pozycję społeczną rodu. Dopiero ciężka choroba i słowa spowiednika skłoniły ją do refleksji. Po odzyskaniu zdrowia podjęła życie modlitwy i pokuty, zajęła się działalnością charytatywną. Pomagała w więzieniach, szpitalach i przytułkach. Założyła dwa stowarzyszenia (w 1636 i 1638), opiekujące się ludźmi chorymi i w podeszłym wieku. Była obdarzona darem ekstaz, prorokowania i czytania w ludzkim sumieniu. Napisała Rady duchowe, jak prowadzić dusze do miłości Jezusa i Maryi.

## Kult
Beatyfikował ją papież Benedykt XIII 1 września 1726 roku, a kanonizował 24 maja 1807 roku papież Pius VII. Dzień wspomnienia przypada 30 stycznia. Jest czczona przede wszystkim we wspólnotach franciszkańskich. Relikwie znajdują się w klasztorze klarysek w Viterbo, zniszczonym w latach 1940-1945, odrestaurowanym w 1959.